# Тип 88
Тип 88(або ZTZ-88) — китайський основний бойовий танк другого покоління, розроблений від прототипу Тип 80, розробленого в 1980 році. Тип 88/80 були засновані на першому поколінні Type 59 і Type 69, але були внесені оновлення із застосуванням Західних технологій, включаючи стандартну гармату калібром 105mm НАТО, англійську систему керування вогнем, і німецький дизельний двигун.

## Історія створення
В 1970-х роках в Китаї почали розробку нового танка, для заміни Тип 59, однак через брак досвіду в інженерів та недостатню розвиненість китайської промисловості, розробка затягнулася і новий танк був створений тільки до початку 1980-х років. Ним став Type 80 (ZTZ80), який був випущений невеликою дослідною партією у 12 машин і відрізнявся від усіх попередніх китайських танків новою, створеною з нуля ходовою частиною, двигуном, трансмісією, переробленим корпусом. Незважаючи на наявність фактично боєготової машини, яка перевершувала за основними параметрами попередників, доопрацювання ZTZ80 тривало.
Основний бойовий танк Туре 88 (спочатку створений під індексом Туре 80) був розроблений китайською військовою корпорацією NORINCO в 1984 році. Танк для КНР був великим кроком вперед, незважаючи на те, що башта була запозичена від попередньої моделі Туре 79 (але зі збільшеною товщиною лобової броні).
Туре 88 — це та межа, до якого китайцям вдалося модернізувати радянський танк Т-54 і всі свої танки на його основі (Type 59/69/79).
Незважаючи на спроби КНР укласти контракти на постачання нової машини, замовників для неї так і не знайшлося. Однак після кількох років випробувань і доведень, Type 80-II, вже під офіційним індексом Туре 88 був прийнятий на озброєння Народно-визвольної армії Китаю (1989 р.) і надійшов у серійне виробництво. Всього, до 1995 р. на заводі в Баотоу було виготовлено приблизно 500 танків Туре 88, модифікацій «А» і «В». На експорт не поставлявся.

## Опис конструкції

### Компонувальна схема
Основний бойовий танк Тип 88 (ZTZ88) має класичну компонувальну схему. У передній частині корпусу розташовується відділення управління з місцем механіка-водія зміщеним до лівого борту. У середній частині корпусу знаходиться бойове відділення з баштою кругового обертання, де зліва від гармати розташовані місця командира і навідника, а праворуч від гармати — заряджаючого. Моторно-трансмісійне відділення (МТВ) з чотиритактним 12-циліндровим V-подібним дизельним двигуном рідинного охолодження з турбонаддувом VR36 (12150L-BW) знаходиться в кормовій частині корпусу.

### Корпус і башта
Корпус зварний, з багатошаровим бронюванням в лобовій частині. Напівсферична лита башта аналогічна по конструкції башті танка Туре 79. На кормі башти розташований ґратчастий кошик, до якого кріпиться контейнер з обладнанням для підводного водіння танка (ОПВТ).

### Озброєння

#### Основне
У башті розташована стабілізована у двох площинах 105-мм нарізна гармата «Type 83» (ліцензійний варіант англійської гармати L7). Ствол гармати забезпечений теплоізоляційним кожухом з алюмінієвого сплаву. Кути вертикального наведення становлять від -4 ° до + 18 °. Боєкомплект складається з 48 пострілів з бронебійними підкаліберними снарядами з відокремлюваними піддонами, що мають початкову швидкість 1 455 м/с, кумулятивними снарядами з початковою швидкістю 1173 м/с і осколково-фугасними снарядами з початковою швидкістю 850 м/с. Боєкладка знаходиться в відділенні управління з правого борту і в бойовому відділені. Заряджання ручне. Темп стрільби 7-10 пострілів в хвилину.

#### Додаткове
Допоміжне озброєння включає в себе спарений з гарматою 7,62-мм кулемет і 12,7-мм зенітний кулемет, встановлений на турелі люка заряджаючого. По бортах башти встановлені по 4 димових гранатомета, зблокованих попарно. Вогонь з них можуть вести командир або навідник. Позаду гранатометів розташовані ящики з запасними гранатами.

### Пристрої наведення і спостереження
Танк оснащений вдосконаленою системою управління вогнем Type 37А (стабілізатор гармати, комбіновані приціли командира і навідника, лазерний далекомір, інтегрований в приціл навідника, і електронний балістичний обчислювач), розробленої за участі англійської фірми Marconi.
Всі оптичні прилади мають спеціальне покриття для захисту від випромінювання ядерного вибуху. Крім того, встановлена спеціальна вбудована система вивірки прицілів, якою можуть користуватися як командир, так і навідник.

## Модифікації
- Тип 80 — прототип, розроблений на базі ОБТ Тип 79. Від останнього відрізнявся зміненою ходовою частиною з шістьма опорними котками середнього діаметра і трьома підтримуючими роликами на один борт. Був обладнаний гумовими бортовими екранами, новою СУВ з телескопічним прицілом, зовнішнім лазерним далекоміром і ґратчастими стелажами на кормі башти. Не виготовлявся.[3]

- Тип 80-II — прототип, розвиток танка Тип 80. Лазерний далекомір і приціл об'єднані в єдиний перескопічний приціл-далекомір. Розміщення головки прицілу на даху башти дозволило виключити ослаблену зону в лобовій броні башти. Танк оснащений системою самодіагностики для швидкого виявлення несправностей, системою захисту об'єктивів і прицілів, системою ПАЗ. Для додаткового захисту від кумулятивних снарядів ґратчасті стелажі були встановлені по всьому периметру башти. Серійно не вироблявся.[3]

- Тип 88 — був першим проектом серії Тип 88. Цей варіант так і не надійшов у масове виробництво..[3]

- Тип 88B — покращений варіант зі зміненою системою заряджання гармати, що дозволяє вести вогонь новими 105-мм боєприпасами. Новий приціл з незалежною стабілізацією лінії прицілювання. Type 80 пройшов подальший розвиток і був прийнятий на озброєння НВАК у 1988 році, тому його позначення було змінено на Type 88. Незважаючи на назву, Type 88B був першим серійним варіантом Type 88. [3]

- Тип 88A — модифікація, розроблена після варіанту Тип 88В. Покращена 105-мм нарізна гармата «Type 83» отримала подовжену трубу ствола. Заявлено, що танк оснащений подвійним динамічним захистом, який може протистояти підкаліберним і касетним боєприпасам з кумулятивними субелементами.[3]

## Основні оператори
- КНР: 300 Тип-88A/B, станом на 2016 рік.[4]